# La Chapelle-Saint-Sauveur (Loire-Atlantique)
Pour les articles homonymes, voir La Chapelle-Saint-Sauveur et La Chapelle.
La Chapelle-Saint-Sauveur est une ancienne commune de l'Ouest de la France, située dans le département de la Loire-Atlantique, en région Pays de la Loire, devenue le 1er janvier 2016, une commune déléguée de la commune nouvelle de Loireauxence.

## Introduction
Commune rurale née d'une paroisse créée juste avant la Révolution française, La Chapelle-Saint-Sauveur se situe aux confins de la Bretagne et de l'Anjou, dans les marches de Bretagne. L'activité agricole a été un temps concurrencée par l'extraction de charbon entre le début du XIXe et le début du XXe siècle. Le déclin démographique constaté depuis les années 1870 s'est enrayé un siècle plus tard, et la commune retrouve une croissance démographique au début du XXIe siècle.

## Géographie

### Situation

Situation de la commune de la Chapelle-Saint-Sauveur dans le département de la Loire-Atlantique.

La Chapelle-Saint-Sauveur se situe à vol d'oiseau à 17 km à l'est d'Ancenis, 32 km à l'ouest d'Angers et à 50 km à l'est de Nantes. 
Avant la création de la commune nouvelle de Loireauxence dont elle constitue la partie est, ses communes limitrophes étaient Belligné, Varades, Montrelais et Le Fresne-sur-Loire en Loire-Atlantique et Saint-Sigismond en Maine-et-Loire.
|         | Belligné                  |                                  |
| Varades | La Chapelle-Saint-Sauveur | Saint-Sigismond (Maine-et-Loire) |
|         | Montrelais                | Le Fresne-sur-Loire              |

### Relief et géologie
La Chapelle-Saint-Sauveur se trouve à l'extrémité est du Massif armoricain. Le relief de la commune est assez plat, les principales dénivellations correspondant au tracés des petits cours d'eau la parcourant.
Une mer intérieure occupe la région à l'ère primaire. Une faille profonde apparaît sur le rivage supérieur entre Pouillé-les-Côteaux, La Rouxière et La Chapelle-Saint-Sauveur. Au fil du temps, cette faille se remplit de terre, de sable, d'argile et de débris végétaux, formant un gisement de charbon.

### Hydrographie
Quelques ruisseaux parcourent le territoire communal. Au nord, la commune est longée d'ouest en est par l'Auxence, qui fait office de limite avec Belligné. Son affluent le Rai Profond a la même orientation, plus au sud. Le ruisseau du Tombereau coule vers le sud, à la délimitation entre La Chapelle-Saint-Sauveur et Varades. Quelques étangs parsèment la commune.

### Climat
Avec sa façade océanique orientée vers l'ouest et un relief peu accentué, le climat de la Loire-Atlantique est de type tempéré océanique. Les hivers y sont doux (5 °C en moyenne), les étés faiblement chauds (18 °C en moyenne). Les précipitations sont fréquentes (surtout en hiver et au printemps) mais rarement violentes.
La Chapelle-Saint-Sauveur est proche de la région angevine. Le tableau suivant recense les données climatiques d'Angers, distante de 33 kilomètres à vol d'oiseau. 
| Mois                                           | Janv | Fév  | Mars | Avr  | Mai  | Juin | Juil | Août | Sept | Oct  | Nov  | Déc  | Année |
| ---------------------------------------------- | ---- | ---- | ---- | ---- | ---- | ---- | ---- | ---- | ---- | ---- | ---- | ---- | ----- |
| Températures maximales moyennes (°C)           | 7,9  | 9,2  | 12,6 | 15,3 | 19   | 22,6 | 24,9 | 24,7 | 21,8 | 17   | 11,4 | 8,4  | 16,2  |
| Températures minimales moyennes (°C)           | 2,1  | 2,2  | 3,9  | 5,6  | 8,9  | 11,8 | 13,6 | 13,4 | 11,3 | 8,4  | 4,6  | 2,8  | 7,4   |
| Températures moyennes (°C)                     | 5    | 5,7  | 8,2  | 10.4 | 13,9 | 16,2 | 19,2 | 19,1 | 16,5 | 12,7 | 8    | 5,6  | 11,8  |
| Moyennes mensuelles de précipitations (mm)     | 62,1 | 50,8 | 51,7 | 44,6 | 54,4 | 41,2 | 43,8 | 44,9 | 52,2 | 59,6 | 64,5 | 63,4 | 633,4 |
| Durée mensuelle d'ensoleillement (heures/mois) | 70   | 92   | 141  | 179  | 201  | 234  | 248  | 237  | 191  | 129  | 89   | 65   | 1877  |
| Source : site lameteo.org.                     |      |      |      |      |      |      |      |      |      |      |      |      |       |

## Toponymie
Ce territoire faisait partie de la paroisse de Montrelais jusqu'en 1767. À cette date, la chapelle locale, dédiée sous le vocable saint Sauveur à Jésus de Nazareth, est érigée en église paroissiale. La commune créée à partir de cette paroisse en 1793 prend le nom de La Chapelle-Saint-Sauveur.
La Chapelle-Saint-Sauveur possède un nom en gallo, la langue d'oïl locale : La Chapelle. 
La forme bretonne proposée par l'Office public de la langue bretonne Chapel-ar-Salver.
Durant la Révolution, la commune porte le nom de Loréole.
Ses habitants sont appelés les Capellosalviens ou Chapellois.

## Histoire
Il n'a pas été découvert de traces d'occupation humaine antérieure au Moyen Âge sur le territoire de la commune. La région alentour a été peuplée par les Celtes puis les Gallo-romains, avant de passer sous domination bretonne à partir du IXe siècle. La région de La Chapelle-Saint-Sauveur a également été très influencée par les angevins.
Une donation écrite du seigneur André de Varades en 1196 atteste l'existence de la chapelle de Montrelais (ancien nom de la chapelle Saint-Sauveur) à cette date. Elle dépend alors de la paroisse de Montrelais. Le territoire, comme tout le duché de Bretagne, est unie à la France en 1532.
Au XVIIe siècle c'est l'abbaye de Dol (diocèse de Bordeaux) qui en a la charge. En 1767, La Chapelle-Saint-Sauveur devient paroisse autonome. À la Révolution, cette paroisse devient commune sous le nom de La Chapelle, officieusement Loréole (nom du plante correspondant au 20 janvier dans le calendrier républicain). Elle retrouve son nom de paroisse en 1801.[source insuffisante]
Au début du XIXe siècle la commune connaît un essor économique et démographique avec la mise en exploitation de mines de charbon par la compagnie des mines de Mouzeil-Montrelais. Avec la fermeture de ces mines au début du XXe siècle, l'économie de la commune redevient presque exclusivement agricole. Une minoterie fait exception, installée dans la commune depuis au moins deux siècles. Le déclin démographique observé dans cette commune rurale a été enrayé à partir des années 1980, puis inversé au début du XXIe siècle.
Les 21 et 30 novembre 2015, après plusieurs mois de travail, les communes de La Chapelle-Saint-Sauveur, La Rouxière, Belligné et Varades ont décidé de se regrouper au sein d'une commune nouvelle qui sera baptisée Loireauxence. Ce regroupement permettra de pallier la baisse programmée des dotations globales de fonctionnement versée par l'État durant les prochaines années. La création de la nouvelle commune doit être effective le 1er janvier 2016, entraînant la transformation des quatre anciennes communes en « communes déléguées » de la nouvelle entité, dont la création a été entérinée par arrêté préfectoral du 18 décembre 2015.

## Politique et administration

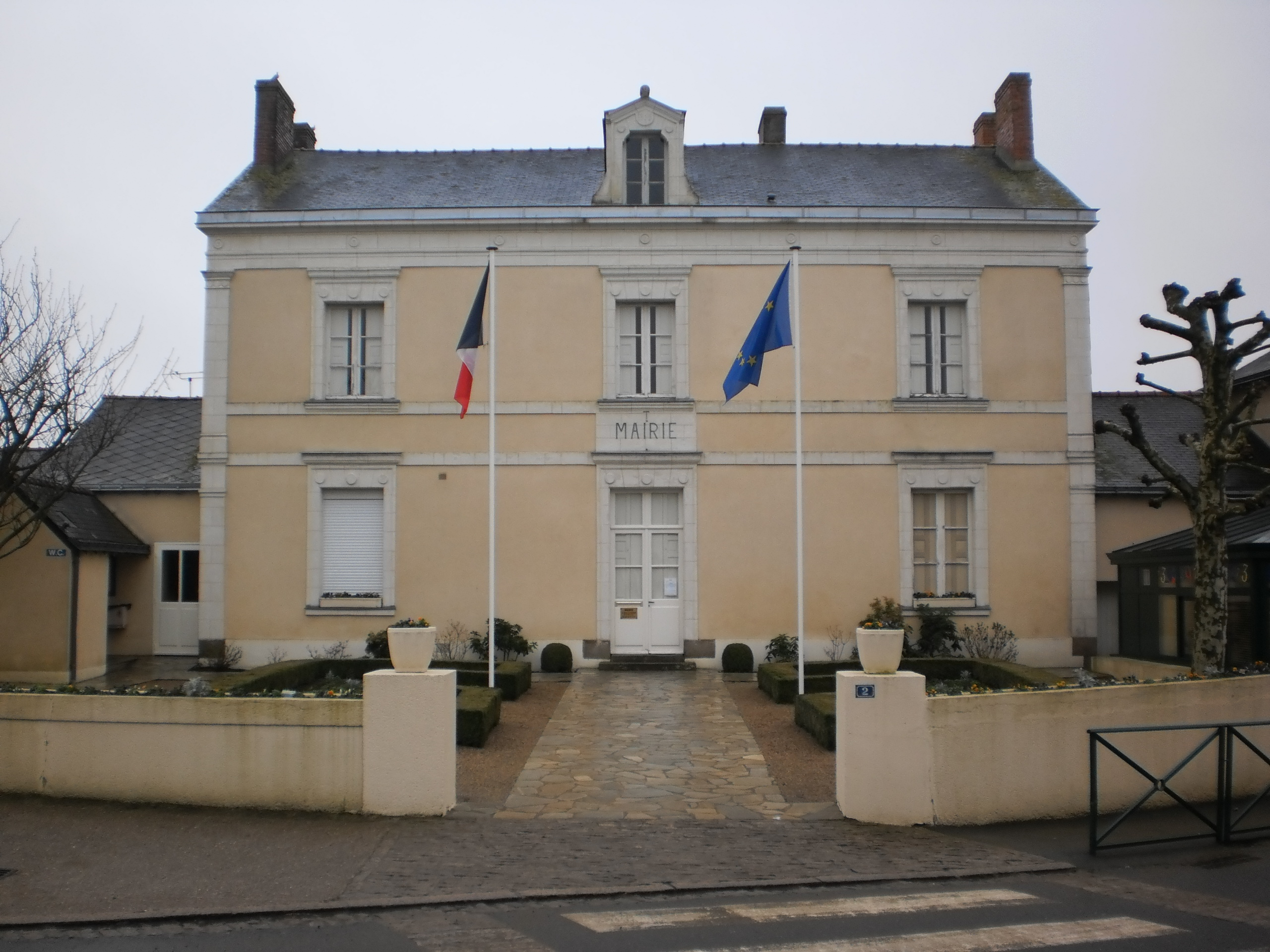
La mairie.

La Chapelle-Saint-Sauveur est située dans le canton d'Ancenis, arrondissement d'Ancenis, dans le département de la Loire-Atlantique (région Pays de la Loire). Comme pour toutes les communes françaises comptant entre 500 et 1 000 habitants, le Conseil municipal est constitué de quinze membres en 2011.

### Liste des maires
| Période                                  | Période        | Identité                            | Étiquette | Qualité                  |
| ---------------------------------------- | -------------- | ----------------------------------- | --------- | ------------------------ |
| Les données manquantes sont à compléter. |                |                                     |           |                          |
| 1800                                     | 1804           | M. Sengstack                        |           |                          |
| 1805                                     | 1806           | Pierre Petit                        |           | agent                    |
| 1806                                     | 1815           | Jacques Langevin                    |           |                          |
| 1816                                     | 1827           | Julien Louis Antier                 |           |                          |
| 1827                                     | 1833           | Pierre Antier                       |           |                          |
| décembre 1833                            | 1843           | Mathurin Jean Bosse                 |           |                          |
| 1843                                     | mars 1859      | Jean Le Prêtre                      |           |                          |
| avril 1859                               | 1859           | Mathurin Petiteau                   |           | adjoint                  |
| 1859                                     | 1870           | Jacques Boisdaufray                 |           |                          |
| 1870                                     | 1871           | Pierre Néon, Louis Befsets          |           | agents                   |
| mai 1871                                 | mars 1903      | Charles d'Anthenaise                |           |                          |
| avril 1903                               | juillet 1903   | Joseph Daviaud                      |           | adjoint                  |
| août 1903                                | septembre 1903 | Maurice de Belizal                  |           |                          |
| octobre 1903                             | avril 1908     | Joseph Daviaud                      |           |                          |
| mai 1908                                 | mai 1945       | Armand d'Anthenaise                 |           |                          |
| juin 1945                                | août 1964      | Jean d'Anthenaise                   |           |                          |
| 1964                                     | mars 1989      | Jeanne d'Anthenaise (née Maleville) |           |                          |
| 1989                                     | mars 2001      | Joseph Pavy                         |           |                          |
| mars 2001                                | mars 2014      | Claude Bricaud                      | PS        | Agriculteur              |
| mars 2014                                | décembre 2015  | Christine Blanchet                  | DVG       | Ingénieure divisionnaire |

### Liste des maires délégués
| Période         | Période     | Identité           | Étiquette | Qualité                                |
| --------------- | ----------- | ------------------ | --------- | -------------------------------------- |
| 12 janvier 2016 | 28 mai 2020 | Christine Blanchet | DVG       | Ingénieure divisionnaire               |
| 28 mai 2020     | En cours    | Sophie Gautier     |           | Adjointe de territoire de Loireauxence |

### Intercommunalité
La Chapelle-Saint-Sauveur est membre de la communauté de communes du pays d'Ancenis, qui est constituée de vingt-neuf communes regroupées autour d'Ancenis. La commune est représentée au conseil intercommunal par deux élus communautaires dont le maire.

## Population et société

### Démographie
Selon le classement établi par l’Insee en 1999, La Chapelle-Saint-Sauveur était une commune rurale non polarisée.

#### Évolution démographique
L'évolution du nombre d'habitants est connue à travers les recensements de la population effectués dans la commune depuis 1793. À partir du 1er janvier 2009, les populations légales des communes sont publiées annuellement dans le cadre d'un recensement qui repose désormais sur une collecte d'information annuelle, concernant successivement tous les territoires communaux au cours d'une période de cinq ans. 
Pour les communes de moins de 10 000 habitants, une enquête de recensement portant sur toute la population est réalisée tous les cinq ans, les populations légales des années intermédiaires étant quant à elles estimées par interpolation ou extrapolation. Pour la commune, le premier recensement exhaustif entrant dans le cadre du nouveau dispositif a été réalisé en 2006,.
En 2013, la commune comptait 804 habitants, en évolution de +5,79 % par rapport à 2008 (Loire-Atlantique : +6,34 %, France hors Mayotte : +2,49 %).
| 1793  | 1800  | 1806  | 1821  | 1831  | 1836  | 1841  | 1846  | 1851  |
| ----- | ----- | ----- | ----- | ----- | ----- | ----- | ----- | ----- |
| 1 257 | 1 094 | 1 113 | 1 248 | 1 308 | 1 314 | 1 179 | 1 127 | 1 112 |

| 1856  | 1861  | 1866  | 1872  | 1876  | 1881  | 1886  | 1891  | 1896  |
| ----- | ----- | ----- | ----- | ----- | ----- | ----- | ----- | ----- |
| 1 148 | 1 144 | 1 229 | 1 214 | 1 190 | 1 075 | 1 093 | 1 115 | 1 122 |

| 1901  | 1906  | 1911  | 1921 | 1926 | 1931 | 1936 | 1946 | 1954 |
| ----- | ----- | ----- | ---- | ---- | ---- | ---- | ---- | ---- |
| 1 039 | 1 035 | 1 036 | 883  | 906  | 858  | 765  | 764  | 756  |

| 1962 | 1968 | 1975 | 1982 | 1990 | 1999 | 2006 | 2011 | 2013 |
| ---- | ---- | ---- | ---- | ---- | ---- | ---- | ---- | ---- |
| 684  | 664  | 617  | 596  | 618  | 627  | 727  | 790  | 804  |

### Pyramide des âges
Les données suivantes concernent l'année 2013 (la plus récente pour laquelle l'Insee a pu analyser les données) ; La Chapelle-Saint-Sauveur est alors une commune à part entière. Sa population est alors relativement jeune. Le taux de personnes d'un âge supérieur à 60 ans (19 %) est en effet inférieur au taux national (22,6 %) et au taux départemental (22,5 %),,.
Contrairement aux répartitions nationale et départementale, la population masculine de la commune est supérieure à la population féminine (52,3 % contre 48,4 % au niveau national et 48,7 % au niveau départemental),,.
| Hommes | Classe d’âge | Femmes |
| ------ | ------------ | ------ |
| 0,5    | 90 ans ou +  | 0,0    |
| 5,6    | 75 à 89 ans  | 6,1    |
| 12,1   | 60 à 74 ans  | 13,8   |
| 18,2   | 45 à 59 ans  | 17,2   |
| 24,2   | 30 à 44 ans  | 26,5   |
| 12,6   | 15 à 29 ans  | 11,9   |
| 26,9   | 0 à 14 ans   | 24,4   |

| Hommes | Classe d’âge | Femmes |
| ------ | ------------ | ------ |
| 0,4    | 90 ans ou +  | 1,3    |
| 5,8    | 75 à 89 ans  | 9,1    |
| 13,5   | 60 à 74 ans  | 14,6   |
| 19,6   | 45 à 59 ans  | 19,2   |
| 20,8   | 30 à 44 ans  | 19,6   |
| 19,4   | 15 à 29 ans  | 17,7   |
| 20,5   | 0 à 14 ans   | 18,5   |

### Santé
Il n'y a pas de médecin à La Chapelle-Saint-Sauveur, les plus proches sont situés à Belligné. Les infirmiers les plus proches se trouvent à Belligné et à Ingrandes. Un centre hospitalier est installé à Ancenis.

### Enseignement
La Chapelle-Saint-Sauveur dépend de l'académie de Nantes. La commune gère l'école primaire publique Le Jardin extraordinaire mais a aussi son école primaire privé L'école saint Jean. Les collèges les plus proches se trouvent à Varades et Ancenis, et les lycées se situent à Ancenis.

## Économie

### Revenu fiscal
En 2008, le revenu fiscal médian par ménage était de 17 707 €, ce qui plaçait La Chapelle-Saint-Sauveur au 13 950e rang  parmi les 31 604 communes de plus de 50 ménages en métropole.

### Entreprises, commerces, exploitations
En juillet 2009, la Mairie recense 17 entreprises dans la commune. Une entreprise de transport comptait 34 des 93 postes salariés recensés par l'Insee au 31 décembre 2008.
L'agriculture représente une part importante de l'économie de la commune. Selon l'Insee, entre 1988 et 2000 le cheptel bovin est passé de 2 845 à 1 143 bêtes, tandis que l'élevage de volaille passait de 5 205 à 20 873 bêtes, le nombre d'exploitations passant de 39 à 27. Parallèlement, la surface agricole utilisée est passée de 1 785 à 1 384 hectares.

## Culture locale et patrimoine

### Lieux et monuments

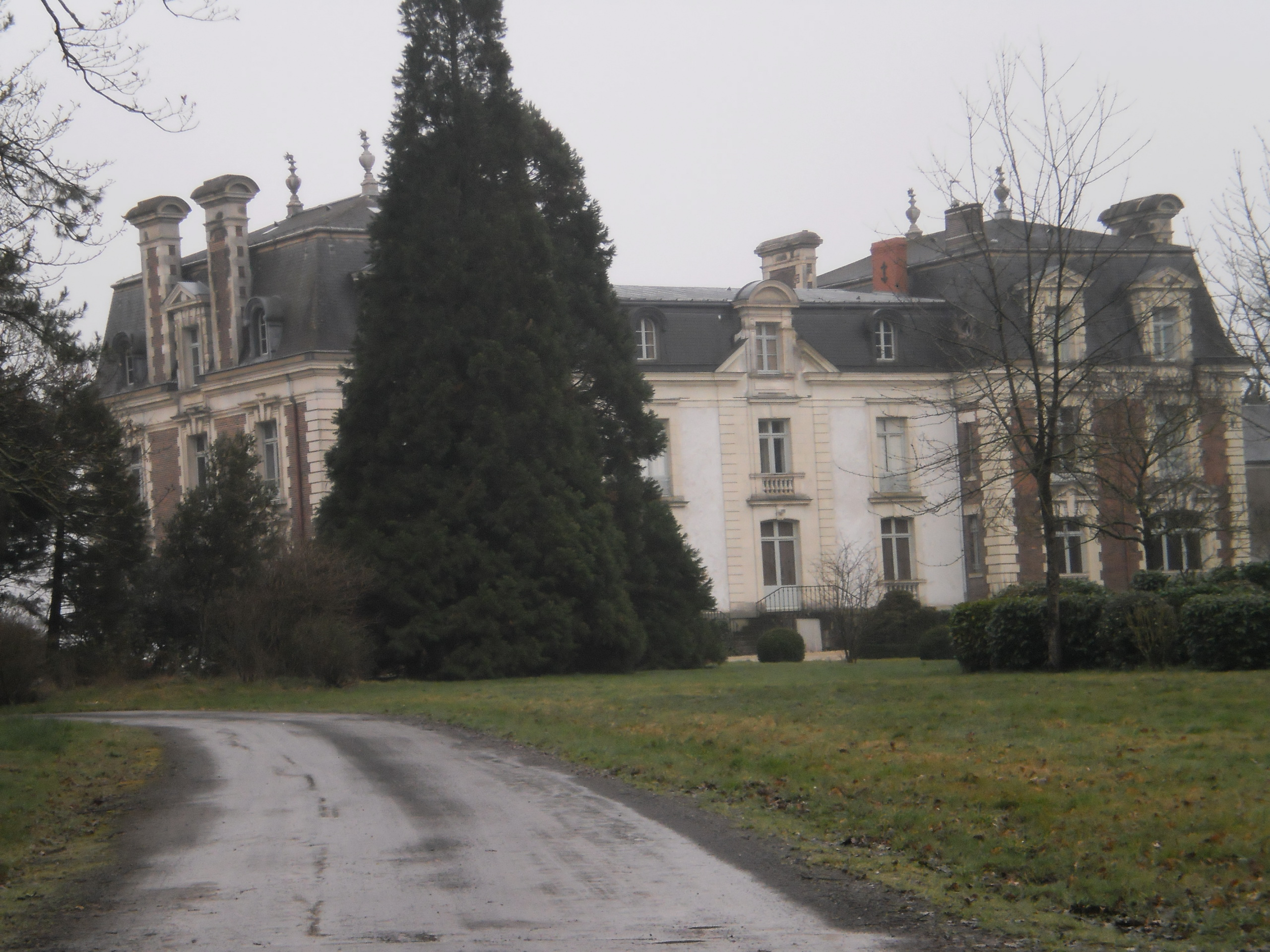
Château de la Jaillère.

Le manoir de la Basse-Jaillère est ce qui reste d'un château fortifié avec quatre tours, brûlé sans doute au moment de la Virée de Galerne lors de la Révolution française. La restauration du bâtiment, effectuée par son propriétaire M. Lebel, incomplète, lui a donné son aspect actuel. En remplacement du château détruit M. Lebel fait bâtir le château de la Jaillère, qui date de 1830, et est transformé en 1870. Le bâtiment initial est de style Directoire. Le site est également composé d'une orangerie construite en 1820 et inspirée de celles du XVIIIe siècle. La chapelle de la Jaillère, également construite vers 1820, est construite en tuffeau et brique, dans le style néo-roman.
L'église de la Transfiguration a été érigée en 1870. Seule une petite partie au nord du bâtiment, près du transept, laisse apparaître des éléments de l'ancienne chapelle. À l'intérieur, le sculpteur Henri Barrême a réalisé des Anges adorateurs autour du retable, et une statue de la Vierge à l'Enfant, celui-ci ayant les traits de Napoléon Ier, ce type de réalisation étant caractéristique de l'artiste.
La commune recèle également plusieurs maisons, granges et écuries caractéristiques des XVIIe, XVIIIe et XIXe siècles.

### Héraldique
| Armes de La Chapelle-Saint-Sauveur | D'or à trois jumelles d'azur en bande, à la bordure d'argent. Blason conçu par l'héraldiste Michel Pressensé en 1988 (délibération municipale en 1996). |